# Sándor Csernus

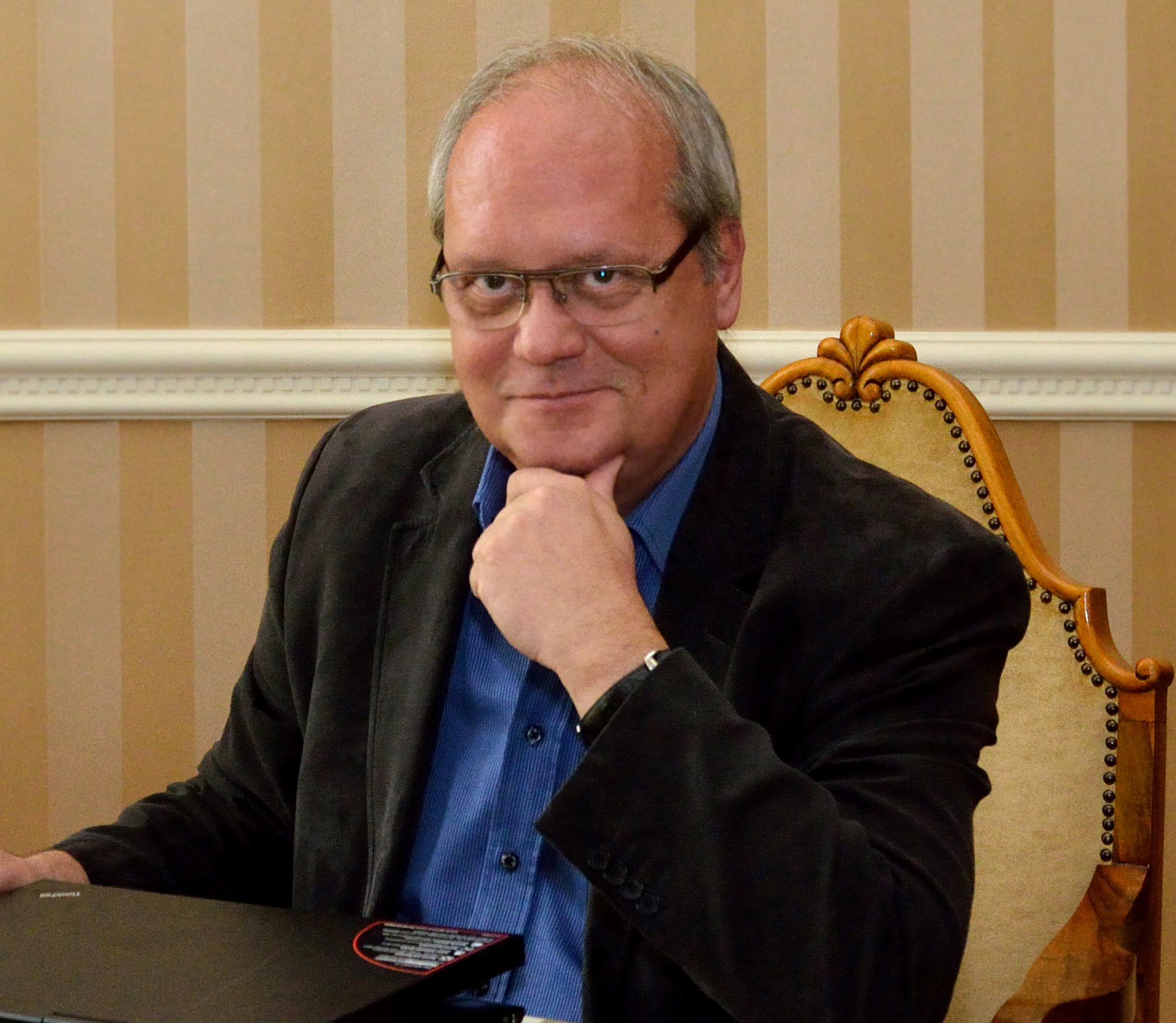
Dr. Sándor Csernus

Sándor Csernus [ˈʃa:ndor ˈˈt͡ʃɛrnuʃ] (* 21. März 1950 in Algyő) ist ein ungarischer Historiker und Dozent an der Universität Szeged (SZTE).

## Leben
Sándor Csernus begann 1970 an der Artistenfakultät der Attila-József-Universität (JATE) Geschichtswissenschaft und Französistik zu studieren.
Nach seiner Ausbildung an der JATE 1975 lehrte er an der JATE und 1997 erwarb er die Doktorenwürde in der Geschichtswissenschaft.

## Werke
- Sigismundus von Luxemburg und die französische Geschichtsschreibung In: Takács Imre (szerk.): Sigismundus rex et imperator : művészet és kultúra Luxemburgi Zsigmond korában, 1387–1437: kiállítási katalógus : Budapest, Szépművészeti Múzeum, 2006. március 18 – június 18., Luxemburg, Musée national d'histoire et d'art, 2006. július 13 – október 15. 733 p. Mainz: Philipp von Zabern, 2006. p. &. ISBN 3-8053-3641-1 (deutsch)
- From the Arsenal of Sigismund’s Diplomacy: Universalism versus Sovereignty, In: Bárány, Attila Pál (ed.): Das Konzil von Konstanz und Ungarn. Debrecen: MTA, 2016. pp. 9–32. = Memoria Hungariae; 1. (englisch)
- La Hongrie de Mathias Corvin, In: Jean-François Maillard, István Monok, Donatella Nebbiai (eds.): Matthias Corvin, les bibliothèques princières et la genèse de l’état moderne. Budapest: Országos Széchényi Könyvtár (OSZK), 2009. pp. 13–24. = Supplementum Corvinianum; 2. (französisch)
- La Hongrie des Anjou, In: Guy Le Goff, Francesco Aceto (eds.): L'Europe des Anjou: Aventure des princes angevins du XIIIe au XVe siécle. Paris: Somogy éditions d'art, 2001. pp. 154–168. (französisch)
- La Hongrie et les Hongrois dans la littérature chevaleresque française, In: Coulet, N (ed.): La noblesse dans les territoires angevins à la fin du Moyen Age: actes du colloque international : Angers-Saumur, 3–4 juin 1998. Roma: École Francaise de Rome, 2000. pp. 717–735. = Collection de l'École Francaise de Rome; 275. (französisch)
- Les Hongrie, les Français et les premières croisades, In: Sándor Csernus, Klára Korompay (eds.): Les Hongrois et l'Europe: Conquête et intégration. Paris; Szeged: Institut Hongrois de Paris; JATE, 1999. pp. 411–426. = Publications de l'Institut hongrois de Paris (französisch)
- Robert Clari, A középkori francia történeti irodalom remekei I., translator: Csernus, Sándor: Konstantinápoly hódoltatása. Balassi Kiadó; SZTE BTK Középkori Egyetemes Történeti Tanszék, Budapest 2013 (ungarisch, u-szeged.hu [PDF; abgerufen am 28. September 2017]).
- Jean de Joinville, A középkori francia történeti irodalom remekei II., translator: Csernus, Sándor: Szent Lajos élete és bölcs mondásai. Balassi Kiadó; SZTE BTK Középkori Egyetemes Történeti Tanszék, Budapest 2015 (ungarisch, docplayer.hu [abgerufen am 28. September 2017]).

## Auszeichnungen
- Ordre des Palmes Académiques, Ritter, 1998
- Offizier des Ordens der Künste und der Literatur, 2001
- Pro Urbe Szeged, 2002
- Ungarischer Verdienstorden, Ritter, 2006
- Ehrenlegion, Ritter, 2011[1]